# Кетрін Джустен
Кетрін Джустен (англ. Kathryn Joosten, 20 грудня 1939, Евтіс, Флорида, США — 2 червня 2012) — американська телевізійна актриса. Дворазова володарка американської премії «Еммі» у номінації Найкраща запрошена актриса комедійного серіалу.
Кетрін Джустен не починала освоювати акторське ремесло до 1980-го року, в цей час вона закінчила акторські курси в Чикаго. Зніматися почала тільки в 42 роки. До своєї акторської кар'єри працювала медсестрою у психіатричній клініці. Найбільш відома за роллю Карен Макласкі в серіалі «Відчайдушні домогосподарки». Померла 2012 року від раку легень.

## Фільмографія
- 1987 — Sable
- 1995 — Pointman
- 1995 — Family Matters
- 1995 — Picket Fences
- 1995 — Grace Under Fire
- 1996 — Roseanne
- 1996 — Goode Behavior
- 1996 — Murphy Brown
- 1996 — Boston Common
- 1997 — Seinfeld
- 1997 — Frasier
- 1997 — Profiler
- 1997 — Men Behaving Badly
- 1997 — NYPD Blue
- 1997 — Life with Roger
- 1997 — Brooklyn South
- 1997 — Найкращі люди
- 1998 — Prey
- 1998 — Just Shoot Me!
- 1998 — The Nanny
- 1999 — Home Improvement
- 1999 — Thanks
- 1999 — Tracey Takes On…
- 2000 — Buffy the Vampire Slayer
- 2000 — Повсталий з пекла 5: Пекло
- 2000 — Becker
- 1998—2001 — Dharma and Greg
- 1999—2001 — Providence
- 2001 — Ally Mcbeal
- 2001 — Arli$$
- 2001 — Dead Last
- 2001 — Raising Dad
- 2001 — Spin City
- 1999—2002 — The West Wing
- 2002 — The X Files
- 2002 — Titus
- 2002 — The Division
- 2002 — So Little Time
- 2002 — Even Stevens
- 2002—2003 — General Hospital
- 1998—2003 — The Drew Carey Show
- 2003 — Judging Amy
- 2003 — A.U.S.A.
- 2003 — Hope & Faith
- 2003 — Charmed
- 2003 — Less Than Perfect
- 2003 — Strong Medicine
- 2003 — The King of Queens
- 2004 — Curb Your Enthusiasm
- 2004 — 10-8: Officers on Duty
- 2004 — Will & Grace
- 2004 — Yes, Dear
- 2004 — Life with Bonnie
- 2004 — Everwood
- 2004 —Перерваний світанок
- 2004 — Gilmore Girls
- 2003—2005 — Joan of Arcadia
- 2005 — Grey's Anatomy
- 2005 — Love, Inc.
- 2005 — Malcolm in The Middle
- 2006 — Reba
- 2006 — The Suite Life of Zack and Cody
- 2006 — The Evidence
- 2006 — Saved
- 2007 — In Case of Emergency
- 2007 — The Closer
- 2005—2008 — My Name Is Earl
- 2003—2008 — Monk
- 2008 — Las Vegas
- 2001—2009 — Scrubs
- 2005—2012 — Відчайдушні домогосподарки
- 2011 — Повернення титанів